# Landsplandirektiv
Et landsplandirektiv er det dokument ved hvilket miljøministeren på regeringens og Folketingets vegne kan fastsætte bindende regler for indholdet af den kommunale planlægning. Et landsplandirektiv kan have mulighedsskabende, påbydende og forbydende art (afhængigt af hvorledes det betragtes).
Blandt de emner, der har været behandlet i landsplandirektiver, kan nævnes:
1. udlæg af nye sommerhusområder i kystnærhedszonen[1],
2. linjeføring for gas- og el-ledninger,
3. placering af nationale prøvestationer for vindmøller,
4. udpegning af områder for aflastningscentre[2],
5. regler for planlægningen i hovedstadsområdet[3].

Nogle landsplandirektiver er efter deres emne forholdsvis beskedne af omfang, andre derimod ganske omfattende. Således er landsplandirektivet "Fingerplan 2007" ganske omfangsrigt både med hensyn til antal sider som i indhold. Dette indeholder blandt andet bestemmelser om:
- den fastlagte, såkaldte "fingerstruktur",
- boligrummelighed og boligbyggeri,
- erhvervsrummelighed og erhvervsbyggeri,
- byomdannelsesstrategi,
- sikring af grønne områder (grønne kiler og regionale friluftsområder),
- samling af erhverv i stationsnære omgivelser (indtil 600 m fra stationen),
- reservationer til transportkorridorer,
- arealreservationer til vejanlæg og til kollektive trafikanlæg,
- støjzoner omkring lufthavne og flyvepladser,
- differentierede bestemmelser for de ulige dele af hovedstadsområdet ("håndfladen", "byfingrene", "de grønne kiler", "det øvrige hovedstadsområde").

## Landsplandirektiver
- Landsplandirektiv for udvidelse af sommerhusområder i kystnærhedszonen, Miljøministeriet, Skov- og Naturstyrelsen, juni 2005. (Webside ikke længere tilgængelig)
- Fingerplan 2007. Landsplandirektiv for hovedstadsområdets planlægning, Miljøministeriet 2007 (Webside ikke længere tilgængelig), ISBN 978-87-7279-779-3.
- Landsplandirektiv om beliggenheden af aflastningsområder i Århus, hvori der kan placeres udvalgsvarebutikker over 2.000 m², Miljøministeriet, By- og Landskabsstyrelsen, november 2008, ISBE 978-87-92256-70-6. Arkiveret 4. marts 2016 hos  Wayback Machine
- Landsplandirektiv om beliggenheden af bymidter, bydelscentre og aflastningsområder mv. til detailhandel i hovedstadsområdet, Miljøministeriet 2008, ISBE 978-87-92256-64-5 (Webside ikke længere tilgængelig), ISBN 978-87-92256-65-2.
- Fingerplan 2013. Landsplandirektiv for hovedstadsområdets planlægning, Miljøministeriet 2013, ISBN 978-87-7279-680-2.